# Astragalus bustillosii
Astragalus bustillosii är en ärtväxtart som beskrevs av Dominique Clos. Astragalus bustillosii ingår i släktet vedlar, och familjen ärtväxter. Inga underarter finns listade i Catalogue of Life.